# 多裂杜鹃
多裂杜鹃（学名：Rhododendron hodgsonii），为杜鹃花科杜鹃花属下的一个植物种。